# Dicymbe altsonii
Dicymbe altsonii är en ärtväxtart som beskrevs av Noel Yvri Sandwith. Dicymbe altsonii ingår i släktet Dicymbe och familjen ärtväxter. Inga underarter finns listade i Catalogue of Life.